# Quantum Quest: A Cassini Space Odyssey
Quantum Quest: A Cassini Space Odyssey è un film d'animazione del 2010 diretto da Harry 'Doc' Kloor e Daniel St. Pierre.

## Trama
Un'infinita battaglia infuria sul bordo del nostro sistema solare, tra l'VOID e le forze del Core. Il film è basato sulla storia di Dave, un giovane fotone, che è costretto ad uscire dal Sole in un viaggio di scoperta. Egli deve arrivare al Cassini Space Craft e salvarlo dalle forze del VOID.

## Personaggi e interpreti
- Dave, doppiato da Chris Pine.
- Ranger, doppiata da Amanda Peet.
- Fear, doppiato da Samuel L. Jackson.
- Jammer, doppiato da Hayden Christensen.
- Admiral, doppiato da James Earl Jones.
- Gal 2000, doppiato da Sandra Oh.
- Core, doppiato da William Shatner.
- Milton, doppiato da Robert Picardo.
- Coach Mackey, doppiato da Brent Spiner.
- Void, doppiato da Mark Hamill.
- Dr. Jack Morrow, doppiato da Neil Armstrong.